# Orthochtha coeruleipes
Orthochtha coeruleipes är en insektsart som beskrevs av Popov, G.B. och Fishpool 1992. Orthochtha coeruleipes ingår i släktet Orthochtha och familjen gräshoppor. Inga underarter finns listade i Catalogue of Life.